# Enzo Zárate
Enzo Zárate (n. Florencio Varela, Provincia de Buenos Aires, Argentina; 27 de febrero de 1998) es un futbolista argentino. Juega de defensor y su equipo actual es Argentino (Merlo), de la Primera B.

## Biografía
Zárate, surgido de las inferiores de Argentino de Quilmes, debutó en la primera de los Mates el 28 de octubre de 2018 ingresando por Elías Martínez en la victoria por 3-1 sobre Ferrocarril Midland. Meses más tarde, convirtió su primer gol, el 14 de abril de 2019, convirtiendo en ese momento el empate a 1 contra Cañuelas, que finalizaría 2-2. El nacido en Florencio Varela fue importante en el campeonato que obtuvo el conjunto quilmeño.

## Clubes
| Club                         | País      | Año           |
| ---------------------------- | --------- | ------------- |
| Argentino de Quilmes         | Argentina | 2018 - 2021   |
| Berazategui                  | Argentina | 2021 - 2023   |
| Deportivo Mandiyú (préstamo) | Argentina | 2023          |
| Berazategui                  | Argentina | 2023-2024     |
| Argentino (Merlo)            | Argentina | 2025-presente |

## Estadísticas
- Actualizado hasta el 8 de diciembre de 2020.

| Argentino de Quilmes Argentina                           |                     |                     |    |   |   |    |    |      |      |
| 4.ª                                                      | 2018-19             | 24                  | 1  | - | - | 24 | 1  | 0,04 |      |
| 3.ª                                                      | 2019-20             | 28                  | 0  | - | - | 28 | 0  | 0,00 |      |
| Total club                                               | Total club          | Total club          | 52 | 1 | - | -  | 52 | 1    | 0,02 |
| Total en su carrera                                      | Total en su carrera | Total en su carrera | 50 | 1 | - | -  | 52 | 1    | 0,02 |
| (1) Las copas nacionales se refiere a la Copa Argentina. |                     |                     |    |   |   |    |    |      |      |

## Palmarés

### Campeonatos nacionales
| Título          | Club                 | País      | Año     |
| --------------- | -------------------- | --------- | ------- |
| Primera C       | Argentino de Quilmes | Argentina | 2018-19 |
| Torneo Clausura | Berazategui          | Argentina | 2021    |